# Maison des 110-112 avenue du Général-Leclerc à Alençon
La Maison des 110-112 avenue du Général-Leclerc est un édifice situé à Alençon, en France. Il date du XIXe siècle et est inscrit partiellement au titre des monuments historiques.

## Localisation
Le monument est situé dans le département français de l'Orne, à Alençon, aux numéros 110-112 avenue du Général-Leclerc à Alençon.

## Historique
L'édifice est daté du dernier quart du XIXe siècle. La serre est datée de 1891.
La façade arrière pourvue d'éléments métalliques et le jardin de la maison sont inscrits au titre des monuments historiques depuis le 5 juillet 2006.

## Architecture
La maison bâtie en style rocaille possède un jardin comportant belvédère et grotte ainsi qu'une serre. Les éléments protégés sont en ciment et en métal.